# Marty McInnis
Martin Edward „Marty“ McInnis (* 2. Juni 1970 in Weymouth, Massachusetts) ist ein ehemaliger US-amerikanischer Eishockeyspieler, der im Verlauf seiner aktiven Karriere zwischen 1988 und 2003 unter anderem 818 Spiele für die New York Islanders, Calgary Flames, Mighty Ducks of Anaheim und Boston Bruins in der National Hockey League auf der Position des linken Flügelstürmers bestritten hat. Seinen größten Karriereerfolg feierte McInnis im Trikot der Nationalmannschaft der Vereinigten Staaten mit dem Gewinn der Bronzemedaille bei der Weltmeisterschaft 1996.

## Karriere
Marty McInnis begann seine Karriere als Eishockeyspieler in der Mannschaft des Boston College, für die er von 1988 bis 1991 aktiv war und mit der er in der Saison 1989/90 die Meisterschaft der Hockey East gewann. Bereits als High-School-Spieler war er im NHL Entry Draft 1988 in der achten Runde als insgesamt 163. Spieler von den New York Islanders ausgewählt worden. Zunächst bereitete sich der Flügelspieler jedoch mit dem Team USA auf die Olympischen Winterspiele 1992 in Albertville vor, ehe er gegen Ende der Saison 1991/92 sein Debüt in der National Hockey League für die New York Islanders gab. Bei diesen hatte er in den folgenden fünf Jahren einen Stammplatz, wobei er in der Saison 1992/93 auch zehn Spiele für deren Farmteam, die Capital District Islanders aus der American Hockey League, bestritt.      
Am 18. März 1997 wurde McInnis zusammen mit Tyrone Garner und einem Sechstrunden-Wahlrecht für den NHL Entry Draft 1997 im Tausch gegen Robert Reichel an die Calgary Flames abgegeben. Bei diesen stand er eineinhalb Jahre lang unter Vertrag, bevor er am 27. Oktober 1998 zunächst gemeinsam mit Jamie Allison und Erik Andersson im Tausch für Jeff Shantz und Steve Dubinsky zu den Chicago Blackhawks transferiert wurde. Noch am selben Tag wurde er jedoch für ein Viertrunden-Wahlrecht im NHL Entry Draft 2000 zu den Mighty Ducks of Anaheim weitergereicht. Für die Kalifornier lief der US-Amerikaner insgesamt vier Jahre lang auf. Anschließend wurde er unmittelbar vor dem Ende der Trade Deadline in der Saison 2001/02 an die Boston Bruins abgegeben. In der Stadt, in der seine Laufbahn begonnen hatte, beendete der Olympiateilnehmer von 1992 sie im Anschluss an die Saison 2002/03 im Alter von 33 Jahren auch wieder. 

### International
Für die USA nahm McInnis an den Olympischen Winterspielen 1992 in Albertville sowie den Weltmeisterschaften 1996 und 1997 teil. 

## Erfolge und Auszeichnungen
- 1990 Lamoriello-Trophy-Gewinn mit dem Boston College
- 1996 Bronzemedaille bei der Weltmeisterschaft

## Karrierestatistik

### International
Vertrat die USA bei:
- Olympischen Winterspielen 1992
- Weltmeisterschaft 1996
- Weltmeisterschaft 1997

(Legende zur Spielerstatistik: Sp oder GP = absolvierte Spiele; T oder G = erzielte Tore; V oder A = erzielte Assists; Pkt oder Pts = erzielte Scorerpunkte; SM oder PIM = erhaltene Strafminuten; +/− = Plus/Minus-Bilanz; PP = erzielte Überzahltore; SH = erzielte Unterzahltore; GW = erzielte Siegtore; 1 Play-downs/Relegation; Kursiv: Statistik nicht vollständig)